# Josef Ternström
Carl Josef Ternström (ur. 4 grudnia 1888 w Gävle, zm. 2 maja 1953 w Söderala w gminie Söderhamn) – szwedzki lekkoatleta długodystansowiec, mistrz olimpijski.
Na igrzyskach olimpijskich w 1912 w Sztokholmie startował w biegu przełajowym. Bieg był zdominowany przez biegaczy ze Szwecji i Finlandii. Zwyciężył Fin Hannes Kolehmainen, który na tych igrzyskach zdobył również złote medale w biegach na 5000 metrów i 10 000 metrów. Ternström zajął 5. miejsce. Do klasyfikacji drużynowej liczyły się miejsca trzech najlepszych zawodników danej reprezentacji. Szwedzi zajęli 2. (Andersson), 3. (Eke) i 5. (Ternström) miejsce, a Finowie 1. (Kolehmainen), 4. (Eskola) i 6. (Stenroos) miejsce, co sprawiło, że to Szwedzi zostali mistrzami olimpijskimi w biegu przełajowym drużynowo.